# 日本語学会
日本語学会（にほんごがっかい、英語: The Society For Japanese Linguistics）は、日本の学術研究団体の一つ。

## 概要
1944年3月30日設立。学術研究団体としての種別は単独学会。
日本語研究の進展と研究者相互の連絡をはかることを目的としている。

## 沿革

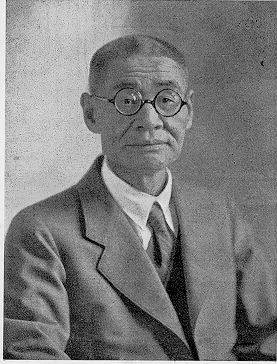
初代会長の橋本進吉

- 1944年 - 国語学会設立。
- 2004年 - 日本語学会に改称[3][4]。

## 刊行物

### 日本語の研究
- 誌名（和文）：日本語の研究
- 誌名（欧文）：Studies in the Japanese Language
- 創刊年：2005
- 資料種別：ジャーナル（査読付き論文を含む）
- 使用言語：日本語（英文抄録あり）
- 発行形態：印刷体、eジャーナル
- 著作権帰属先：学会
- クリエイティブコモンズ：定めていない
- 購読：有料